# Менађо
Менађо (итал. Menaggio) је насеље у Италији у округу Комо, региону Ломбардија.
Према процени из 2011. у насељу је живело 3178 становника. Насеље се налази на надморској висини од 207 м.

## Становништво
Према резултатима пописа становништва 2011. у општини је живело 3.182 становника.
| 1936. | 1951. | 1961. | 1971. | 1981. | 1991. | 2001. | 2011. |
| ----- | ----- | ----- | ----- | ----- | ----- | ----- | ----- |
| 2.968 | 3.161 | 3.250 | 3.310 | 3.157 | 3.138 | 3.121 | 3.182 |

## Партнерски градови
- Алвар
- Карапикуиба
- Волпертсвенде